# Варга, Роланд (легкоатлет)
Роланд Роберт Варга (венг. Roland Robert Varga; род. 22 октября 1977, Будапешт) — венгерский и хорватский легкоатлет, специалист по метанию диска. Выступал за сборные Венгрии (1996—2006) и Хорватии (2009—2016) по лёгкой атлетике, многократный победитель и призёр первенств национального значения, участник летних Олимпийских игр в Лондоне.

## Биография
Роланд Варга родился 22 октября 1977 года в Будапеште.
Впервые заявил о себе в лёгкой атлетике на международном уровне в сезоне 1996 года, когда вошёл в состав венгерской национальной сборной и выступил на юниорском мировом первенстве в Сиднее, где в зачёте метания диска выиграл серебряную медаль, уступив только американцу Кейси Мэлоуну.
В 1997 году в той же дисциплине занял седьмое место на молодёжном европейском первенстве в Турку.
В 1999 году впервые одержал победу на чемпионате Венгрии в метании диска, получил серебро на молодёжном европейском первенстве в Гётеборге — здесь его превзошёл представитель Белоруссии Александр Малашевич. Будучи студентом, представлял Венгрию на Универсиаде в Пальме, где в финале показал седьмой результат.
В 2001 году был четвёртым на Универсиаде в Пекине и седьмым на чемпионате мира в Эдмонтоне.
На чемпионате Европы 2002 года в Мюнхене с результатом 62,14 в финал не вышел.
В 2003 году стал четвёртым на Универсиаде в Тэгу.
В 2005 году занял четвёртое место на Универсиаде в Измире, выступил на чемпионате мира в Хельсинки.
На чемпионате Европы 2006 года в Гётеборге в финале метнул диск на 60,52 метра и занял итоговое 11-е место, но позже этот результат аннулировали в связи с нарушением антидопинговых правил. Оказалось, что Варга провалил допинг-тест, сделанный в июле на домашнем турнире в Дебрецене — его проба показала наличие анаболического агента болденона. Международная ассоциация легкоатлетических федераций (IAAF) отстранила спортсмена от участия в соревнованиях на два года.
По окончании срока дисквалификации в 2008 году Роланд Варга возобновил спортивную карьеру, при этом он принял хорватское гражданство и начал выступать за хорватскую национальную сборную.
В 2010 году представлял Хорватию на чемпионате Европы в Барселоне, но в финал не вышел.
В 2011 году метал диск на чемпионате мира в Тэгу.
В 2012 году на чемпионате Европы в Хельсинки провалил все три свои попытки, не показав никакого результата. Выполнив олимпийский квалификационный норматив (65,00), благополучно прошёл отбор на летние Олимпийские игры в Лондоне — на предварительном квалификационном этапе метнул диск на 58,17 метра, чего оказалось недостаточно для выхода в финал.
В 2014 году на чемпионате Европы в Цюрихе показал результат 59,94 и так же в финал не вышел.
Один из последних сколько-нибудь значимых результатов на международной арене показал в 2016 году, когда выиграл бронзовую медаль на чемпионате Балкан в Питешти.
Завершил спортивную карьеру по окончании сезона 2018 года.